# Кіндергук (містечко, Нью-Йорк)
Кіндергук (англ. Kinderhook) — місто (англ. town) в США, в окрузі Колумбія штату Нью-Йорк. Населення — 8330 осіб (2020).

## Демографія
Згідно з переписом 2010 року, у місті мешкало 8498 осіб у 3333 домогосподарствах у складі 2303 родин. Було 3720 помешкань
Расовий склад населення:
| - 95,5 % — білих - 1,0 % — чорних або афроамериканців - 1,0 % — азіатів - 0,2 % — корінних американців |

До двох чи більше рас належало 1,4 %. Частка іспаномовних становила 4,2 % від усіх жителів.
За віковим діапазоном населення розподілялося таким чином: 21,3 % — особи молодші 18 років, 60,6 % — особи у віці 18—64 років, 18,1 % — особи у віці 65 років та старші. Медіана віку мешканця становила 45,2 року. На 100 осіб жіночої статі у місті припадало 96,6 чоловіків;  на 100 жінок у віці від 18 років та старших — 94,4 чоловіків також старших 18 років.
Середній дохід на одне домашнє господарство  становив 90 139 доларів США (медіана — 80 118), а середній дохід на одну сім'ю — 105 288 доларів (медіана — 93 047). Медіана доходів становила 55 673 долари для чоловіків та 50 222 долари для жінок. За межею бідності перебувало 8,4 % осіб, у тому числі 8,1 % дітей у віці до 18 років та 9,5 % осіб у віці 65 років та старших.
Цивільне працевлаштоване населення становило 4186 осіб. Основні галузі зайнятості: освіта, охорона здоров'я та соціальна допомога — 29,3 %, публічна адміністрація — 16,6 %, науковці, спеціалісти, менеджери — 8,6 %, будівництво — 7,9 %.